# Seznam kislin
Seznam kislin.

## Anorganske kisline
Binarne kisline
- bromovodikova kislina - HBr(aq)
- fluorovodikova kislina - HF(aq)
- klorovodikova kislina - HCl(aq)
- jodovodikova kislina - HI(aq)
- žveplovodikova kislina-H2S

### Halogenskekisline
- hipoklorova kislina - HClO(aq)
- klorasta kislina - HClO2(aq)
- klorova kislina - HClO3(aq)
- perklorova kislina - HClO4(l)
- hipobromova kislina - HBrO(aq)
- bromasta kislina - HBrO2(aq)
- bromova kislina - HBrO3(aq)
- perbromova kislina - HBrO4(l)
- hipojodova kislina - HIO(aq)
- jodasta kislina - HIO2(aq)
- jodova kislina - HIO3(aq)

### Halkogenskekisline
- žveplovodikova kislina - H2S
- žveplova(IV) kislina - H2SO3(aq)
- žveplova(VI) kislina - H2SO4(l)

### Druge kisline
- cianovodikova kislina - HCN(aq)
- dušikova(V) kislina - HNO3(l)
- dušikova(III) kislina - HNO2
- fosforna(V) kislina - H3PO4(s)
- fosforjeva(III) kislina - H3PO3
- arzenova(III) kislina - H3AsO3
- arzenova(V) kislina - H3AsO4
- borova(III) kislina - H3BO3
- ogljikova(IV) kislina - H2CO3(aq)
- silicijeva(IV) kislina - H2SiO4

## Organske kisline
- askorbinska kislina - C6H8O6(s)
- citronska kislina - C6H8O7(s)
- mravljinčna kislina (mravljična, metanojska kislina) - HCOOH(l)
- ocetna kislina (etanojska kislina) - CH3COOH(l)
- pikrinska kislina - C6H3N3O6(s)
- vinska kislina (dihidroksi dikarboksilna butanojska) - C4H6O6(s)
- jabolčna kislina (hidroksi dikarboksilna butanojska) - C4H6O5
- mlečna kislina (hidroksi propanojska) - C3H6O3
- oksalna kislina (dikarboksilna etanojska) - C2H2O4